# Dacryomaia
Dacryomaia is een geslacht van kreeftachtigen uit de klasse van de Malacostraca (hogere kreeftachtigen).

## Soorten
- Dacryomaia edmonsoni (Fize & Serène, 1956)
- Dacryomaia japonica (Takeda & Tamura, 1981)